# Wroczyny
Wroczyny – wieś w Polsce położona w województwie łódzkim, w powiecie kutnowskim, w gminie Kutno.
Wieś szlachecka położona była w drugiej połowie XVI wieku w powiecie łęczyckim województwa łęczyckiego. W czasach Królestwa Polskiego istniała gmina Wroczyny. W latach 1975–1998 miejscowość administracyjnie należała do województwa płockiego.

## Części wsi
| SIMC    | Nazwa              | Rodzaj    |
| ------- | ------------------ | --------- |
| 0569094 | Franki Wroczyńskie | część wsi |

## Szkolnictwo
We Wroczynach funkcjonuje Szkoła Podstawowa im. Bohaterów Walk nad Bzurą.